# Reinhold von Sydow

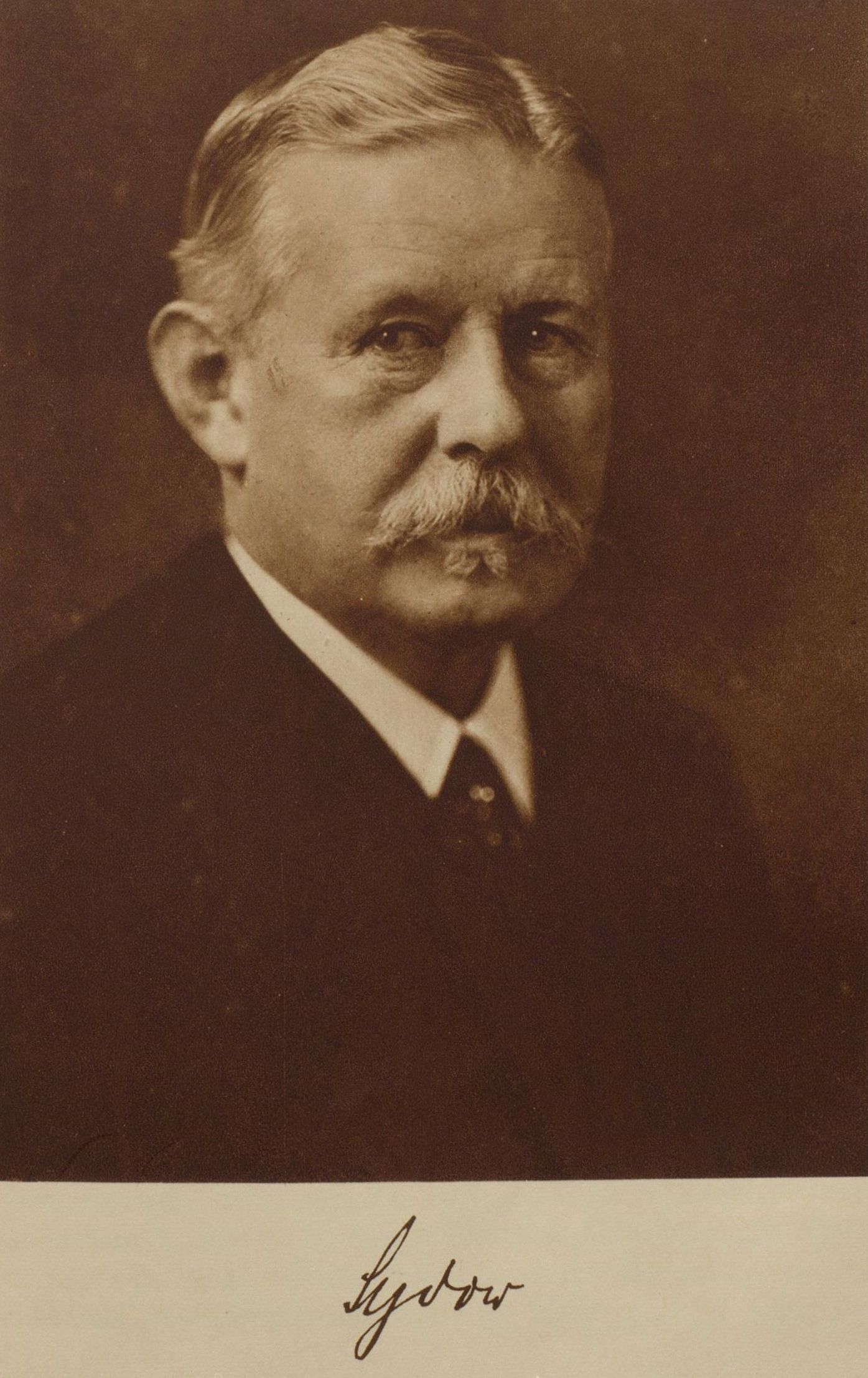
Reinhold von Sydow

Reinhold von Sydow (* 14. Januar 1851 in Berlin; † 16. Januar 1943 ebenda) war ein deutscher Politiker.

## Leben
Sydow war der Sohn des Kgl. preußischen Wirklichen Geheimen Rates Friedrich Hermann Sydow (1824–1900), zuletzt Präsident der Kgl. preußischen Hauptverwaltung der Staatsschulden.
Sydow studierte an der Ruprecht-Karls-Universität Heidelberg und gehörte seit 1868 der Burschenschaft Allemannia Heidelberg an. Er befand sich seit 1875 im Staatsdienst. Im Jahre 1883 kam er zum Reichspostamt und wurde 1884 Geheimer Rat und vortragender Rat. 1891 wurde er dort zum Unterstaatssekretär und 1897 zum Direktor der II. Abteilung ernannt. Im Oktober 1906 leitete er als Unterstaatssekretär die zweite Tagung der Radiokonferenz in Berlin, an der 27 Nationen teilnahmen. Dort wurde der Weltfunkvertrag unterzeichnet. Am 20. Februar 1908 folgte er Hermann von Stengel an die Spitze des Reichsschatzamtes. Zugleich wurde er preußischer Staatsminister. Sydow arbeitete in dieser Position viele Gesetzesvorlagen aus. Insbesondere zum Zivilrecht brachte er zudem eigene Gesetzeskommentare heraus. Für große Aufregung sorgte er am 19. Februar 1909, als er in Berlin erklärte, die Einführung einer Besitzsteuer würde in Erwägung gezogen werden. Dies war von Reichskanzler Bernhard von Bülow bisher entschieden abgelehnt worden. Nachdem sein Engagement beim Reichsschatzamt am 14. Juli 1909 ein Ende gefunden hatte, übernahm er bis zum 5. Oktober 1918 das Amt des preußischen Handelsministers.
Auch außerhalb von Recht und Politik machte sich Sydow einen Namen: Zwischen 1912 und 1928 hatte er den Vorsitz des Deutschen und Österreichischen Alpenvereins inne. Danach ernannte man ihn zum Ehrenvorsitzenden. Er wurde 1918 geadelt.
Verheiratet war Sydow seit 1877 mit Juliane Leonhardt, Tochter des preußischen Justizministers Adolph Leonhardt. Der Ehe entsprossen vier Kinder.